# إن أميناس
إن أميناس أو إن أمناس، بلدية بولاية إليزي الجزائرية في عمق الصحراء الكبرى، بالقرب من الحدود الجزائرية الليبية. يقدر تعداد سكانها ب7385 نسمة (2008). أنشأ فيها عام 2006 أكبر مشروع للغاز الطبيعي المسال على مستوى البلاد. بها مطار تخدمه الخطوط الجوية الجزائرية وطيران الطاسيلي، كما تربطها طرق صحراوية ببقية أنحاء الجزائر.

## أصل التسمية

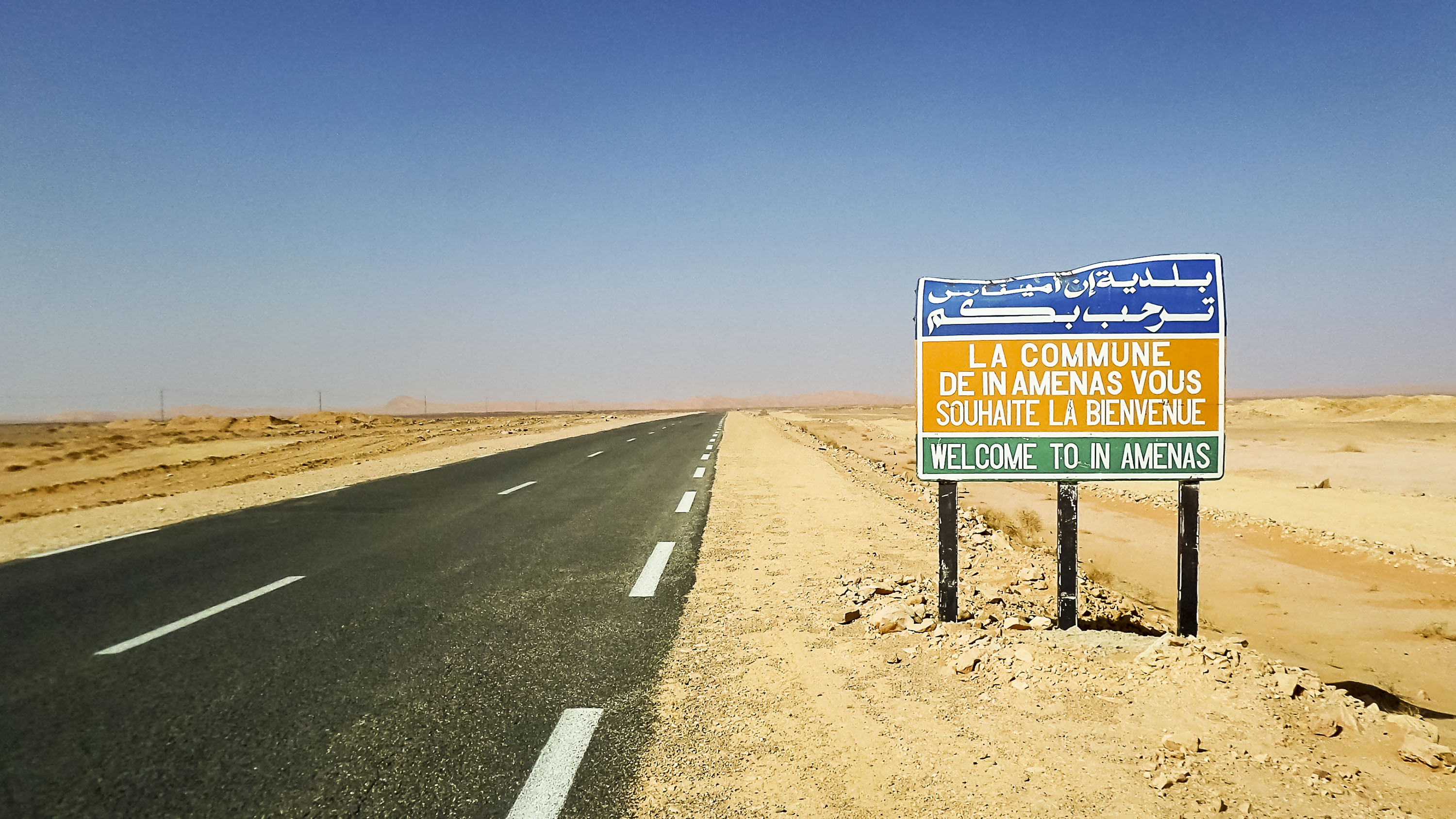

تعود التسمية إلى إن أمانس بالتماشقية  و هي اسم مركب. الجزء الأول "إن" يُستخدم في التيفيناغ كبادئة تشير إلى المذكر، بمعنى "ذاك" أو "الذي" بالعربية، بينما تُستخدم البادئة "تن" للإشارة إلى المؤنث.  أما "أميناس" فتشير إلى وعاء معدني تقليدي تستخدمه الطوارق في الصحراء لتخزين الماء، وله مرادف في التماشقية يُعرف بـ"تانزروفت". مع الوقت، أصبح المصطلح يُستخدم مجازيًا للدلالة على الصحراء الجرداء الخالية من الماء والمراعي.
تتماشى تسمية إن أميناس مع نمط تسمية المواقع الجغرافية في المناطق التي ينتشر فيها الطوارق، حيث تُشتق الأسماء غالبًا من عناصر طبيعية مثل المجاري المائية أو النباتات. في بعض اللهجات الأمازيغية، تُستخدم كلمة "أميناس" للدلالة على الصحن أو الإناء المستخدم في الأكل، كما تظهر في سياقات مثل "تقديم الماء" أو "السقاية" لدى بعض القبائل الجزائرية.
تعرف رسميًا باسم "إن أميناس" في الوثائق الإدارية والخرائط الجغرافية الجزائرية عقب الاستقلال عام 1962. هذه التسمية هي الأكثر استخدامًا في السياقات الرسمية والمحلية، خلال الحقبة الاستعمارية الفرنسية (1830-1962)، أُشير إلى المنطقة في بعض الوثائق الفرنسية باسم "عين أميناس"، بعد الاستقلال، تبنت الجزائر سياسة استعادة الأسماء الأصلية للأماكن الجغرافية والحفاظ على هويتها الثقافية. في هذا الإطار، أصبحت "إن أميناس" التسمية الرسمية المعتمدة في الوثائق الحكومية والإدارية والخرائط الرسمية. أما تسمية "عين أميناس"، فقد ظهرت بشكل محدود في سياقات غير رسمية.

### الموقع الجغرافي
يحد بلدية إن أميناس كل من:
- شمالا: دبداب
- جنوبا: إليزي
- شرقا: دولة ليبيا
- غربا: برج عمر ادريس

## التاريخ
كانت إن اميناس مدينة تلتقي فيها القوافل في عهد المستعمر الفرنسي. ويلتقي المجاهدون القادمون من ليبيا مع المجاهدين المحليين لتوزيع السلاح. وتعتبر المدينة نقطة عبور سرية ولا تحتوي المدينة على منبع ماء ولا بير قديما هذا ما جعلها منطقة سرية. وسكنها "طوارق" القادمون من طاسيلي ناجر وهم طوراق إلهزتن و"طوارق" القادمين من غدامس الليبية.

## النشاط الرياضي
كرة القدم 
الملاكمة 
الجودو 

## وصلات أخرى

### وصلات داخلية
- دائرة إن أميناس
- أزمة الرهائن بإن أميناس

### وصلات خارجية
- إذاعة إيليزي الجهوية: البث الحي.